# Jean-Baptiste Dufour-Desbartes
 (mars 2025).
Pour les articles homonymes, voir Dufour.
Jean-Baptiste Dufour-Desbartes est un homme politique français né le 12 juillet 1765 à Bordeaux (Gironde) et mort le 7 mai 1842 au même lieu.

## Biographie
Négociant à Bordeaux, il est député de la Gironde en 1815, pendant les Cent-Jours, comme représentant du commerce et de l'industrie.

### Sources
- « Jean-Baptiste Dufour-Desbartes », dans Adolphe Robert et Gaston Cougny, Dictionnaire des parlementaires français, Edgar Bourloton, 1889-1891 [détail de l’édition]